# HMS Cardiff (D108)
HMS Cardiff — колишній британський есмінець типу 42 і третій корабель Королівського флоту, названим на честь столиці Уельсу Кардіффа.
Кардіфф служив у Фолклендській війні, де вона збила останній аргентинський літак внаслідок конфлікту і прийняла капітуляцію 700-штабного гарнізону в поселенні Порт-Говард.
Під час війни в Перській затоці 1991 року її вертоліт Lynx потопив двох іракських тральщиків. Пізніше вона брала участь у нарощуванні вторгнення в Ірак 2003 року в рамках постійного патрулювання «Арміли» Королівського флоту; Кардіфф зірвав спроби незаконного вивезення нафти з країни, але фактично не вторгся.
Кардіфф був виведений з експлуатації в липні 2005 року та відправлений до Туреччини на списання, незважаючи на заклики колишніх військовослужбовців зберегти її як музейний корабель та місцеву туристичну пам'ятку в Кардіффі.

## Будівництво
Есмінці Тип 42 (також відомий як клас Шеффілд) виготовлялися трьома партіями; Кардіфф був побудований в першій. Вона коштувала понад 30 мільйонів фунтів стерлінгів, що вдвічі перевищувало її початкову ціну. Її кіл був закладений 6 листопада 1972 р. У суднобудівному та інжиніринговому товаристві Vickers, м. Барроу-ін-Фернесс, Камбрія. Будівництво було перерване нестачею робочої сили у Vickers. Щоб вирішити цю проблему, її відбуксирували до двору Леслі Левника Мисливців на лебедів у Хебберні, Тайн та Вір і закінчили там.

Тип 42 проектувалися як зенітні судна, в основному оснащені Sea Dart, ракетною системою «земля-повітря», здатною вражати цілі на відстані до 56 кілометрів (30 нм). Вторинною системою зброї Кардіффа була 4,5-дюймова морська гармата Mark 8, здатна стріляти 21-кілограмовими снарядами на відстань до 22 кілометрів (12 нм). Після Фолклендської війни, в якій два типи 42 були потоплені ворожими літаками, весь клас був оснащений системою зближеної зброї «Фаланга» — гарматою «Гатлінг», яка могла стріляти 3000 пострілів в хвилину і була призначена для збиття протикорабельних ракет .

## Історія операцій

### Рання кар'єра
Cardiff був випущений 22 лютого 1974 року леді Керолайн Гілмор. Після підготовки та морських випробувань Кардіфф ввів в експлуатацію 24 вересня 1979 року під командуванням капітана Баррі Вілсона. Протягом наступних 12 місяців активної служби вона пройшла понад 21 000 кілометрів (13 000 миль) і взяла на себе різні обов'язки. Вона повернулася до свого місця будівництва, Тайн та Вір, щоб екіпаж Мисливця на лебедів, який її обладнав, міг виставити військовий корабель своїм сім'ям. У дусі створення твердої асоціації Кардіфф відвідала своє однойменне місто та прийняла на борту понад 7000 людей. Її екіпаж зібрав понад 1000 фунтів стерлінгів для місцевих благодійних організацій, беручи участь у спонсорованих велосипедних прогулянках та гребних човнах з Портсмута та Ньюкасла на Тайн. BBC Radio Wales створила на ній цілу програму, і вона з'явилася на національних телеканалах BBC та ITV. У листопаді 1979 року Кардіфф координував пошук тих, хто вижив у МВ Басейн Фішер, який затонув біля острова Уайт із втратою більшості її екіпажу.
У 1980 році вона відвідала щорічний захід ВМС у Портсмуті та Портлендській гавані, загалом прийнявши 17 300 відвідувачів. У жовтні того ж року вона вперше поїхала за кордон з візитом до Генту, Бельгія. Вона послідувала за цим протягом двох тижнів вправ Sea Dart на полігоні біля Аберпорта, в Південному Уельсі. У той час як в регіоні есмінець відвідував урочистості з нагоди 75-ї річниці статусу міста Кардіфф.

### Фолклендська війна (1982)
2 квітня 1982 р. На спірну британську заморську територію Фолклендських островів вторглася сусідня Аргентина. Сполучене Королівство, що знаходилось на відстані майже 13 000 кілометрів (8 000 миль), зібрало та направило морську оперативну групу з 28 000 військовослужбовців для відвоювання островів. Конфлікт закінчився в червні капітуляцією аргентинських сил; битви, що велись на суші, в морі та в повітрі, коштували життя близько 900 британським та аргентинським військовим.
Лише за місяць до початку війни Кардіфф під командуванням капітана Майкла Гарріса розпочав шестимісячну дислокацію в Перській затоці разом з патрулем «Армілла». Кардіфф звільнив свого корабля-побратима і керівника класу «Шеффілд» від цієї оперативної роботи, але сама була передислокована до Фолклендських дій 23 квітня. Вона відплила сама до Гібралтару і зустрілася 14 травня з британською групою британських військових кораблів, які вже прямували на південь до островів.
Під час подорожі екіпаж Кардіффа виконував різні навчальні вправи, включаючи захист від повітряної атаки (включаючи імітаційні пробіги дружніми літаками Harrier та Jaguar), ядерну, біологічну та хімічну зброю та протикорабельні ракети Exocet. Всім британським Type 42, які брали участь у війні, було доручено намалювати дві вертикальні чорні смуги по обидва боки від середини своїх кораблів. Це дозволило б підводним човнам Королівського флоту відрізняти їх від двох аргентинських типів 42. 22 травня аргентинський розвідувальний Boeing 707, No. TC-92 аргентинських ВПС «Групо-1», «De Transporte Aereo Escuadron II» (іспанська «2-а ескадра повітряного транспорту, група 1»), був обстріляний Кардіффом. Літак було виявлено під час заслінення групи «Брістоль», і Кардіффу було наказано відступити назад і задіяти. Корабель здійснив два літаки «Морський дартс» по літаку о 11:40 (за місцевим часом) з максимальної дальності; перший провалився, а другий пропустив через маневри ухилення, здійснені екіпажом літака. Після атаки TC-92 опустився нижче рівня радіолокації і повернувся в Ель-Паломар. 25 травня перед Кардіффом було покладено завдання відновити чотирьох солдатів Спеціальної авіаційної служби (SAS), які парашутирували з C-130 Hercules, що проходив над есмінцем.

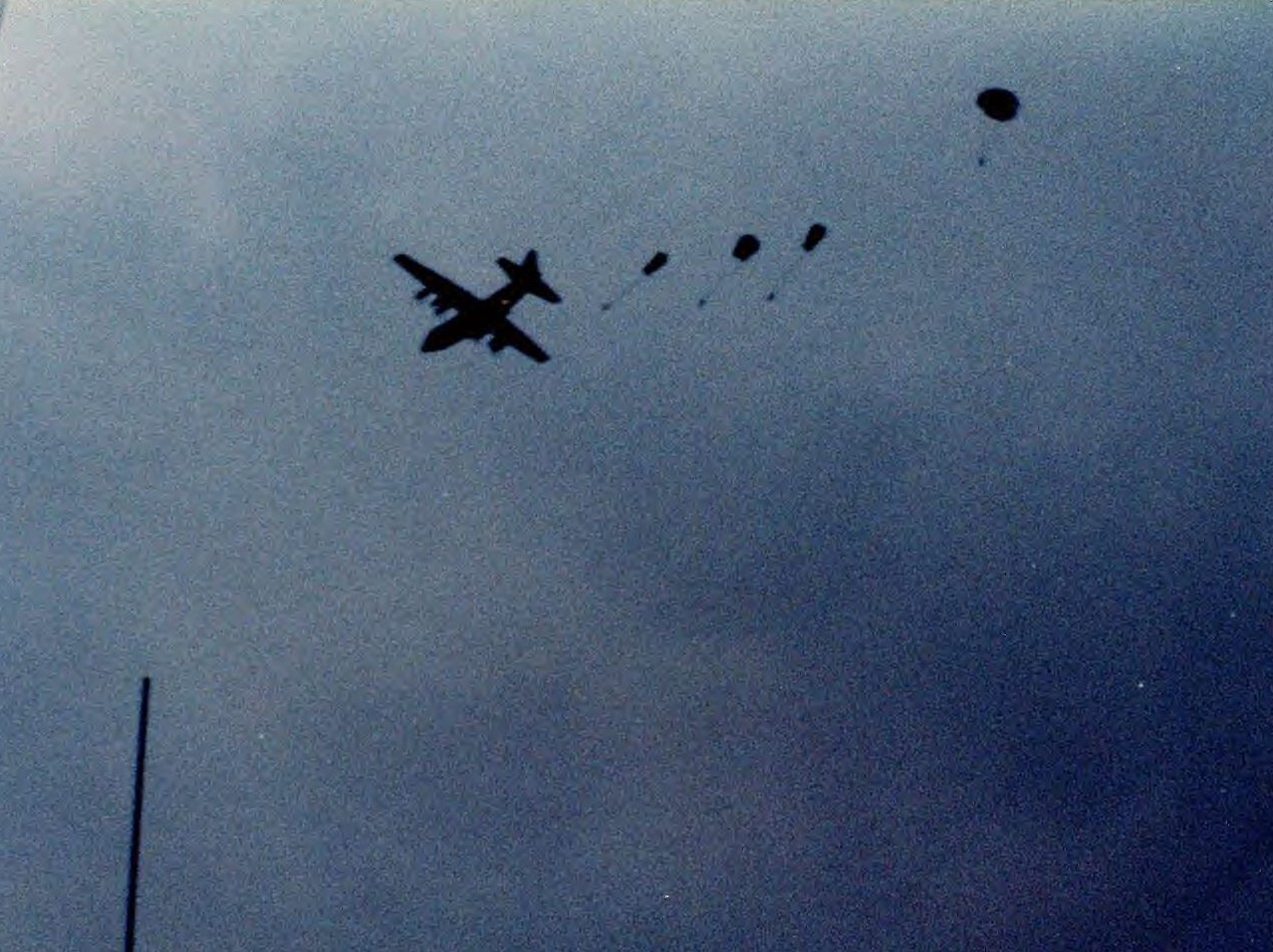
Четверо військових SAS зустрічаються з Кардіффом на аеродромі, прямуючи до островів

Бристольська група зустрілася з основною робочою групою 26 травня. Прибуття Кардіффа дозволило пошкодженому Глазго повернутися до Великої Британії на ремонт. Основна роль Кардіффа полягала у формуванні пікету зенітної війни, захисті британських кораблів від повітряної атаки та спробі засідки аргентинських літаків, що постачали аеропорт Порт-Стенлі. Також їй потрібно було стріляти по позиціях противника на островах з її 4,5-дюймової гармати. За одну заручину вона випустила 277 фугасних вистрілів.
Незабаром після прибуття вона була залучена до останнього рейду Exocet проти авіаносця Invincible. У перші години 6 червня Кардіфф збив дружній вертоліт армійського повітряного корпусу «Газель» (№ XX377 656-ї ескадрильї), вважаючи, що це був низько літаючий ворог C-130 Геркулес. Всі четверо на борту загинули, факторами, що сприяли аварії, були поганий рівень зв'язку між армією та флотом, а передавач вертольота «Друг або ідентифікатор ворога» був вимкнений через те, що він втручався в інше обладнання. Однак слідча комісія рекомендувала не приписувати жодної необережності та звинувачення будь-якій особі, а також не вживати жодних дій проти будь-якої особи. Згодом цифра «205» була намальована на місці катастрофи (51,783600 ° ю.ш. 58,467786 ° з.д.) як меморіал, причому значення полягало в тому, що двоє пасажирів вертольота були з 205 ескадрильї сигналів. Приблизно через годину після збиття Кардіфф помітив чотири десантних судна, що перевозили війська 2-го батальйону, шотландської гвардії. Отримавши повідомлення про відсутність інших британських сил у цьому районі, екіпаж Кардіффа припустив, що вони аргентинці, і випустив над ними просвічуючі зоряні снаряди, готуючись до нападу. Коли охоронці побачили зоряні снаряди і зрозуміли наміри Кардіффа, офіцер, відповідальний за десант, майор Івен Саутбі-Тейлюр, перевів їх на мілководдя, намагаючись випередити її. Кардіфф, все ще замикаючись на плавзасобі, подав їм одне слово «друг» через лампу «Алдіс», Саутбі-Тейлюр відповів «з якого боку». На цьому етапі Кардіфф «залишив їх у спокої», ні нападаючи, ні допомагаючи їм, тим не менше вдалося уникнути чергового інциденту «синього на блакитному».

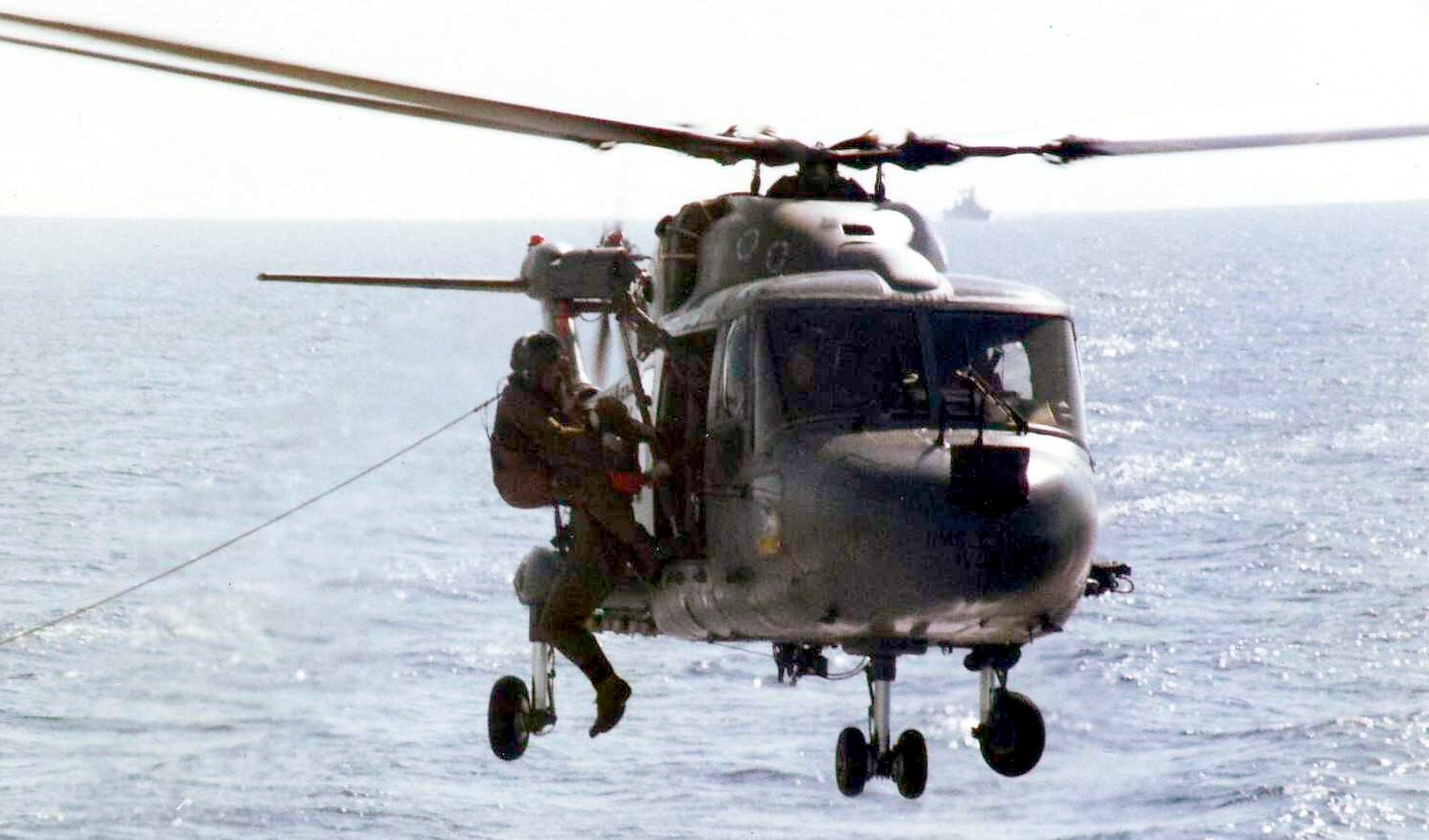
Вертоліт Кардіффа ' пілотований лейтенант Крістофер Клейтон, практикуючий пошук і порятунок до війни

Вранці 13 червня два аргентинські літаки «Кинджал» напали на вертоліт Кардіффа «Рись», №. 335 з 829 NAS, поки він здійснював пошук у районі Фолклендського звуку. Погана погода змусила аргентинські судна відмовитись від своєї початкової місії бомбардування гори Лонгдон, а третій Кинджал їхнього формування зазнав механічного збою і повернувся на базу. Рись розпочала ухиляльні маневри та ухилилася від атак; про пілота, лейтенанта Крістофера Клейтона, згадували в депешах за його зусилля.

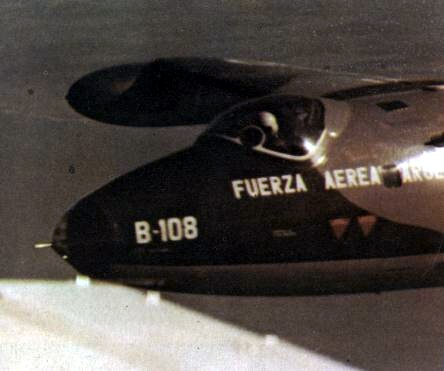
Бомбардувальник «Канберра» В-108 Групо де Бомбардео 2. Цей аргентинський літак, останній втрачений під час Фолклендської війни, був збитий Кардіффом.

Пізніше того ж дня Кардіфф збив, як виявилося, останній аргентинський літак, втрачений під час війни, за допомогою бомбардувальника B-108 «Сі-Дарт» «Канберра» групи «Групо де Бомбардео 2» («Група бомбардувань 2»), який бомбардував будинок Порт-Гаррієт . Пілоту, капітану Пастрану, вдалося катапультуватися, але штурман, капітан Касадо, (чиє катапульта могло бути пошкоджене ракетою) загинув. Останки капітана Казадо були виявлені в 1986 році та ідентифіковані за допомогою тестування ДНК у вересні 2008 року.
Аргентина здалася 14 червня, і Кардіфф повинен був прийняти капітуляцію 700-аргентинського гарнізону в поселенні Порт-Говард на Західному Фолкленді через день. П'ять членів екіпажу Кардіффа звикли наводити в Стенлі захоплений аргентинський патрульний катер, перейменований у HMS Tiger Bay. Решту червня Кардіфф провів, виконуючи обов'язки диспетчера повітряно-бойових дій у районі посадки (LAAWC) навколо Сан-Карлоса.
Протягом війни Кардіфф випустив дев'ять ракет Sea Dart та одну торпеду Mk 46. Вона повернулася до Сполученого Королівства 28 липня 1982 року, залишивши Фолклендські острови трьома тижнями раніше разом з Ексетером і Ярмутом. Капітан Майкл Харріс передав командування 24 серпня 1982 року після періоду щорічного технічного обслуговування. Після війни всі есмінці типу 42 були оснащені здвоєними гарматами Oerlikon 30 мм і правим бортом для захисту від повітряних загроз. Пізніше їх замінила система закритої зброї Фаланга.

### Війна в Перській затоці (1990–91)
Коли 2 серпня 1990 р. Ірак Саддама Хуссейна вторгся в Кувейт, державний секретар Великої Британії з питань оборони Том Кінг незабаром оголосив, що військовий внесок Великої Британії у цей регіон повинен бути збільшений. Була створена коаліція держав, і об'єднані військово-морські сили увійшли до Перської затоки і відплили на північ, нейтралізуючи іракський флот, а потім розпочали проведення морської підтримки стрільби та протимінних місій в рамках підготовки до основних десантних сил.
Повернувшись з Перської затоки в травні 1990 року, лише через кілька місяців перебування у Великій Британії Кардіфф знову відплив як підкріплення до групи рентгенівських груп, Бразен, Лондон і Глостер, які вирушили на полегшення віскі Armilla Group, що складалося з бойової осі, Юпітер та Йорк. Кардіфф і Глостер мали стати частиною протиповітряного бар'єру разом із Бункер-Хілл, Принстон і Ворден, захищаючи три авіаносці США: Мідвей, Рейнджер та Теодор Рузвельт. Кардіфф мав інші обов'язки, включаючи нагляд за поверхнею та посадку, з метою забезпечення безпеки навколо оперативної групи.

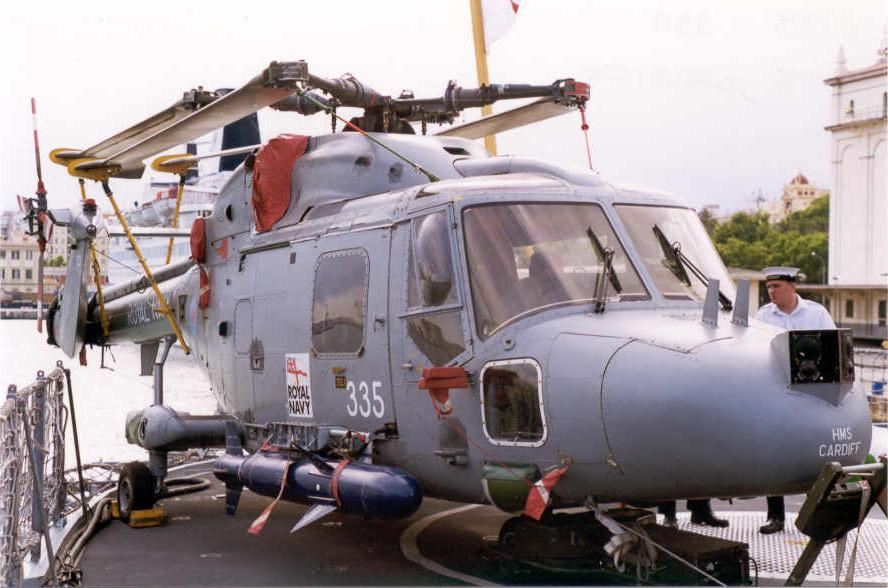
Вертоліт Кардіффа Lynx, №. 335, з ракетою Sea Skua

Під час війни в Перській затоці королівські морські рисі працювали в поєднанні з американськими Сіхокс. Американським вертольотам бракувало ефективної протикорабельної ракети, але вони мали чудові можливості спостереження в порівнянні з британськими рисями. Вони знаходили ворожі катери для британських вертольотів, які потім атакували ціль своїми ракетами Sea Skua. Загалом вертольоти Lynx здійснили майже 600 бойових вильотів під час війни в Перській затоці, тоді як їхні екіпажі та інженери підтримували швидкість польоту втричі більшу за норму.

Незважаючи на те, що її батьківський корабель ухилявся від мін та підтримував лінію протиповітряної оборони як найближчу до Кувейту не США, протягом перших 4 тижнів війни 1991 р., Вертоліт Кардіффа Lynx, № 335 з 815 NAS, бачили більше боїв у війні в Перській затоці, ніж насправді Кардіфф. 24 січня 1991 р. 335 помітили іракських тральщиків та десантних кораблів, що збираються підтримувати іракські сухопутні операції в битві при Хафджі. 335 напали і потопили одну — першу успішну британську морську атаку війни. Пізніше того ж дня острів Карух був захоплений силами коаліції, ставши першою звільненою територією Кувейту. Через ніч через п'ять днів (30–31 січня 1991 р.) З Рисями з Глостера та Бразену, ні. 335 атакували щонайменше дві іракські ракетні установки, що вистрілювали швидкі патрульні катери, що виходили з шатт-аль-араб. Кардіфф та 335 у лютому потопили ще два іракські кораблі. Кардіфф і Бразен були звільнені в середині лютого групою Yankee, до складу якої входили Хоробрий, Блискучий, Ексетер та Манчестер.

### Після війни в Перській затоці
Після війни в Перській затоці завдання Кардіффа включали розгортання з Постійними військово-морськими силами Середземномор'я, силами негайного реагування НАТО в Середземному морі після холодної війни та патрулями з боротьби з наркотиками у Вест-Індії, під час яких вона також допомагала у виконанні завдань на острові Елеутери після урагану «Ендрю». З 1993 по 1994 рік нею командував Річард Ліман.
Пізніше Кардіфф повернувся в Перську затоку на сім місяців.

14 жовтня 1994 р. У відповідь на відновлення розгортання військ Іраком поблизу кувейтського кордону розпочалася операція «Бдительний воїн» під проводом США. The operation was designed to deter Saddam Hussein's «sabre-rattling» Операція була розроблена для стримування «шабельного удару» Саддама Хусейна шляхом направлення великої кількості союзних військових сил до Кувейту; Корнуолл та Кардіфф були внеском Великої Британії. Операція закінчилася 21 грудня 1994 року, коли Хуссейн відвів свої сили.

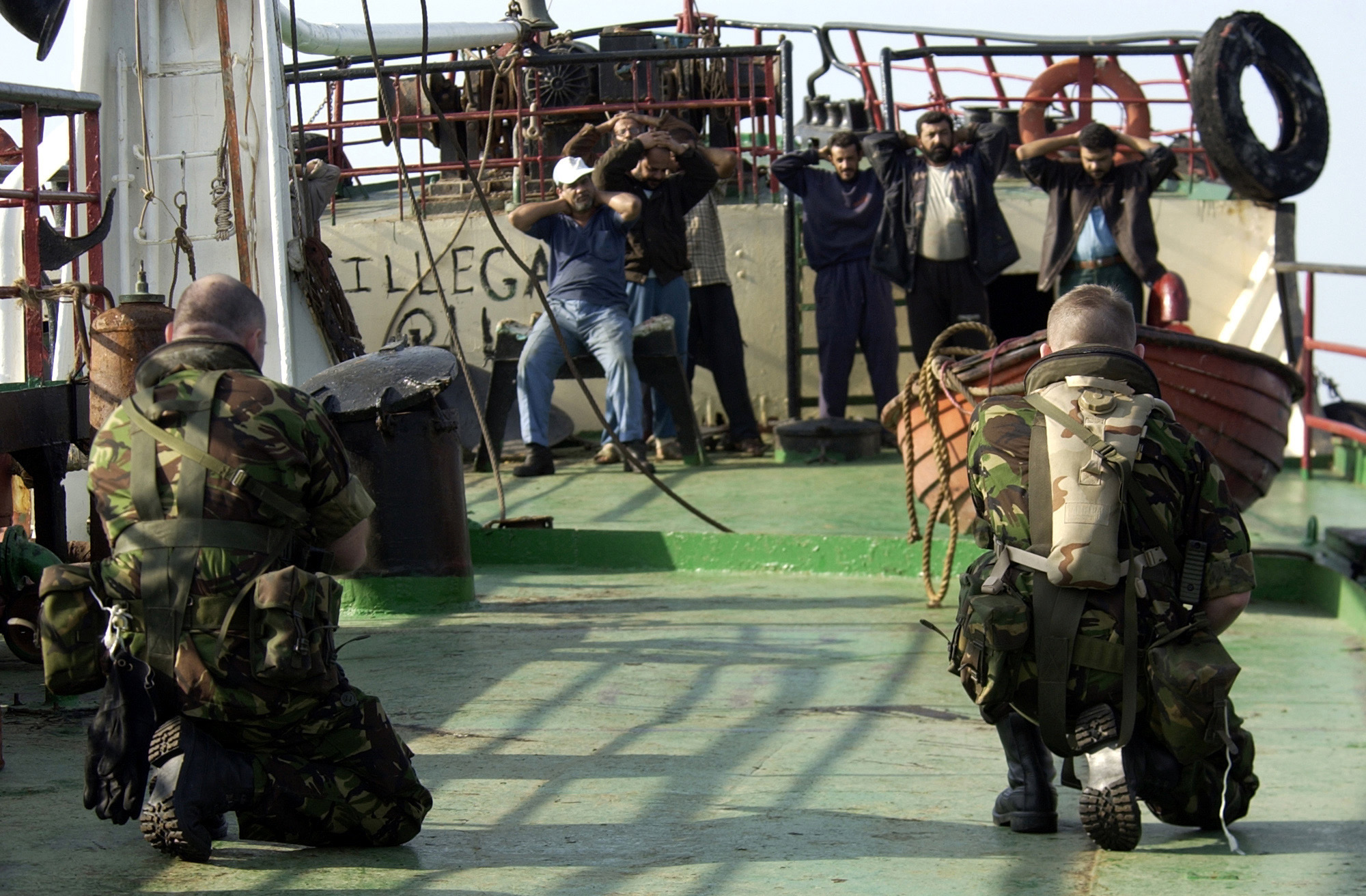
Персонал з Кардіффа охороняв екіпаж іракського нафтового танкера під час її останнього патрулювання «Армілла» наприкінці 2002 року.

Повернувшись до Великої Британії з операції «Пильний воїн», Кардіфф брала участь у навчанні НАТО «Сильна розв'язання» 1995 року, навчанні, яке проводилося кожні чотири роки з питань подвійного управління кризами. Наступне судно пройшло оперативну морську підготовку (OST) в Портленді, готуючись до виконання обов'язку супроводу флоту, який вимагав, щоб корабель був доступний для розгортання в будь-якій точці світу за короткий термін. Після закінчення OST вона відвідала 50-у річницю Дня VE у Копенгагені та Осло та провела навігаційну морську підготовку кандидатів у фрегати та есмінці. Потім відбувся візит до її однойменного міста Кардіфф на святкування Дня Віджея, після чого вона відплила до Плімута на випробування та програму навчання зброї. Потім вона взяла участь в операції «Яскрава зірка», багатонаціональних навчаннях, що проводяться кожні два роки в Єгипті. У листопаді Кардіфф став першим кораблем Королівських ВМС, який за 27 років увійшов до столиці Лівану Бейруту, стимулюючи створення Бейрутського клубу фінікійців з регбі, після чого відбулися візити до Тунісу та Гібралтару.
У 2000 році в рамках виконання завдання Північноатлантичного патрульного управління Королівського флоту Кардіфф провів півроку в Карибському басейні разом із RFA Black Rover. Після урагану «Кіт» вони надали допомогу острову Кей Колкер поблизу Белізу. Окрім очищення маршрутів, розподілу запасів та забезпечення безпеки будівель та електричних кабелів, хірург і медична команда Кардіффа стежили за санітарними умовами. У жовтні вони також взяли участь у навчаннях НАТО «Об'єднаний дух», проведених біля східного узбережжя США. «Єдиний дух» — це навчання, яке проводиться кожні чотири роки в операціях ООН з підтримки миру «поза межами зони» під проводом НАТО. Того ж року вона брала участь у бойових навчаннях ВМС США, після того як її бойова система була інтегрована в мережу Digital Fires.

Кардіфф здійснив своє останнє патрулювання в Арміллі на початку 2003 року. Під час перебування в Перській затоці Кардіфф запобіг незаконному вивезенню з Іраку понад 2 мільйони фунтів нелегальних вантажів, оглянув 178 суден і вилучив понад 25 000 тон нафти. Есмінець був звільнений Ричмондом до початку війни в Іраку і повернувся до Портсмута 4 квітня 2003 року. Наприкінці 2003 року корабель брав участь у щорічних демонстраційних навчаннях «Морські дні», а в жовтні використовувався для випробувань морської тактичної мережі QinetiQ. .
У 2005 році вона взяла участь у Міжнародному огляді флоту Trafalgar 200, буквально за два тижні до виведення з експлуатації. У цей період війни в Перській затоці на борту також служила перша жінка-капелан Королівського флоту.

## Зняття з експлуатації та доля

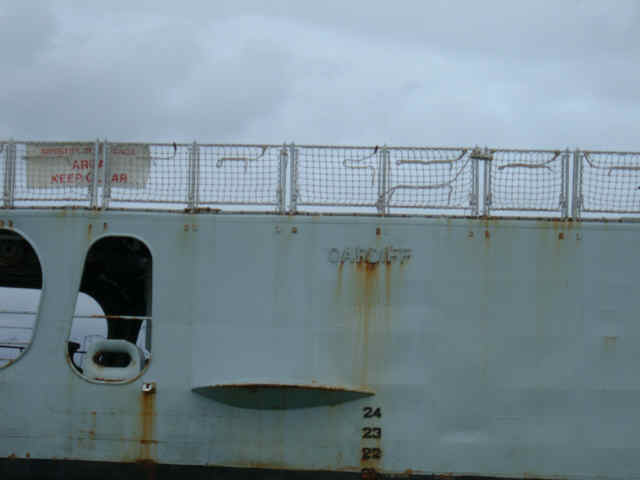
Кардіфф ' правий борт чверть (корми) в 2007 році, її ім'я проржавіли

Спочатку Кардіфф повинен був бути замінений у 2009 році компанією Daring — першим із наступних поколінь есмінців Королівського флоту типу 45. Однак у липні 2004 р. Було оголошено, що вона стане одним із ряду кораблів, які були достроково зняті з експлуатації, відповідно до доповіді про британські військові «Забезпечення безпеки в мінливому світі».
Кардіфф був виведений з експлуатації 14 липня 2005 року після останнього візиту до свого однойменного міста, куди на борт було допущено представників громадськості. Потім вона залишилася в Портсмутській гавані в затоці Фарехем (50,818486 ° п. 1,130644 ° з.ш.) поряд із побратимом корабля «Ньюкасл», де обидва були сильно піддані канібалізації, щоб утримати решту есмінців типу 42.
21 листопада 2008 року два кораблі востаннє покинули Портсмут до Аліани, Туреччина. Бракування. Після церемонії виведення з експлуатації в мерії Кардіффа, її дзвін був знятий і тепер встановлений на північному проході парафіяльної церкви Святого Іоанна в Кардіффі. Депутат Національної асамблеї Уельсу та колишні військовослужбовці морського флоту закликали перетворити корабель на туристичний об'єкт Кардіффа.
«Дракон», есмінець типу 45, був призначений поточним кораблем Королівського флоту, який буде пов'язаний з містом Кардіфф.
1 березня 2018 року міністр оборони Гевін Вільямсон заявив, що третій фрегат типу 26 отримає ім'я Кардіфф. Це буде четверте судно Королівського флоту з його назвою.